# Kryzys berliński 1961

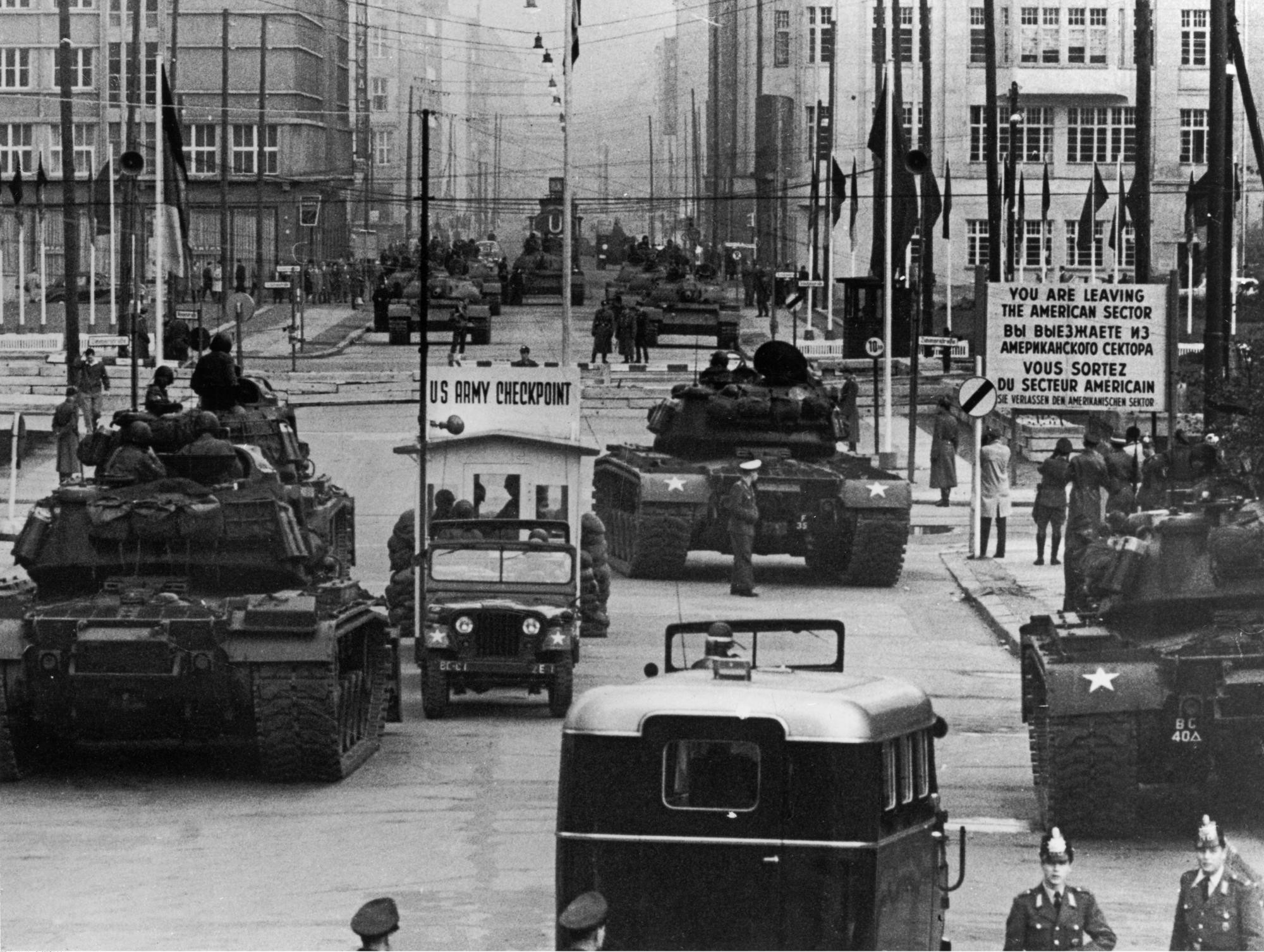
Amerykańskie czołgi M48 Patton naprzeciwko radzieckich T-55 na Checkpoint Charlie, październik 1961

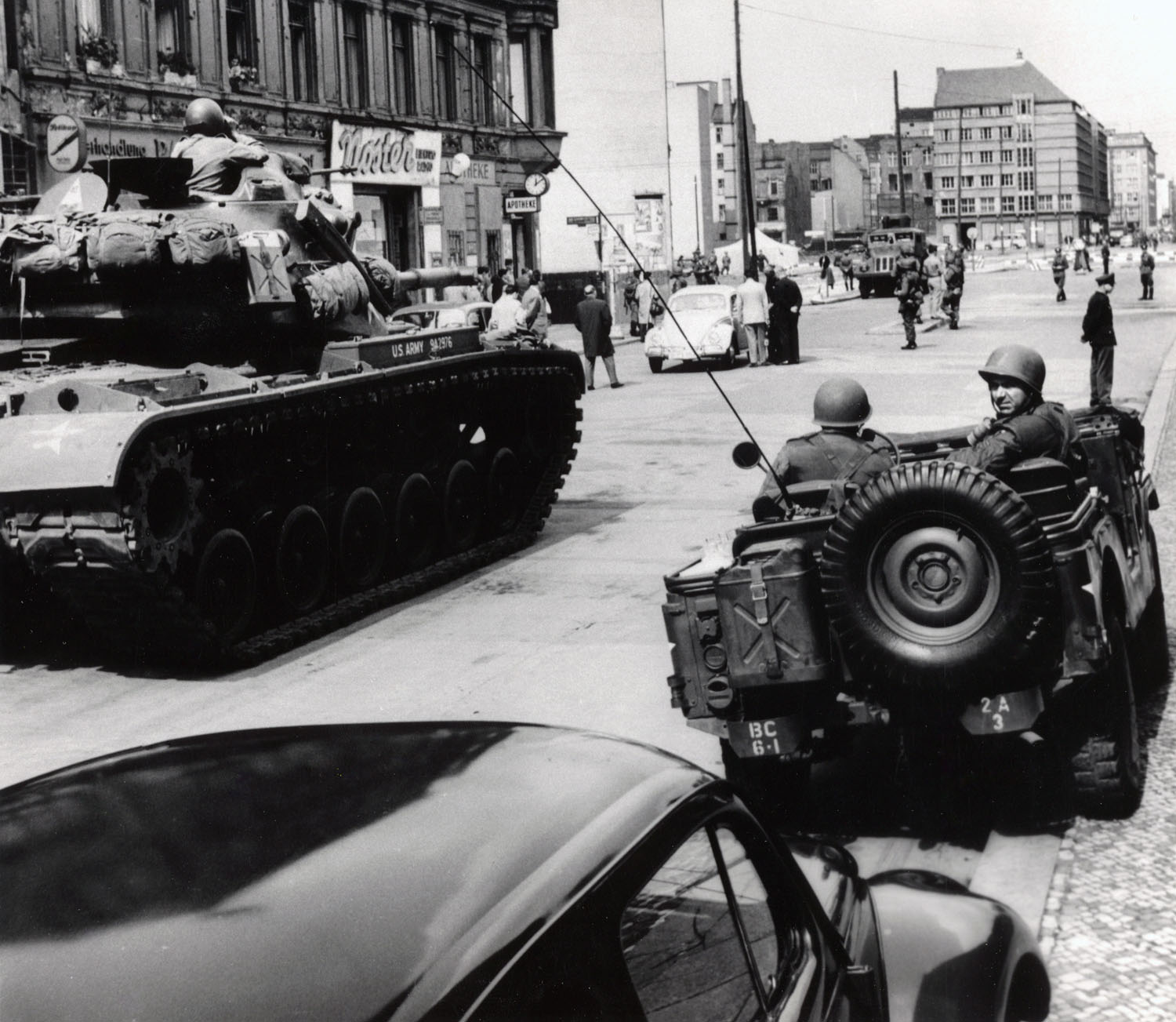
Amerykańskie czołgi i samochody naprzeciwko wschodnioniemieckiej armatki wodnej na Checkpoint Charlie

Kryzys berliński (4 czerwca – 9 listopada 1961) – epizod zimnej wojny, którego efektem była budowa Muru Berlińskiego. Kryzys wywołany został przez ultimatum Chruszczowa, żądające wycofania wojsk zachodnich z Berlina.
W ultimatum, przedstawionym prezydentowi USA Johnowi F. Kennedy’emu  na szczycie wiedeńskim 4 czerwca 1961, premier Nikita Chruszczow domagał się wycofania sił alianckich z Berlina do końca roku 1961. Związek Radziecki zagroził, że w przeciwnym razie podpisze dwustronne porozumienie pokojowe z Niemcami Wschodnimi, które jego zdaniem zakończy prawo sił amerykańskich, brytyjskich i francuskich do przebywania w Berlinie Zachodnim. W odpowiedzi na stanowisko radzieckie, 25 lipca, prezydent Kennedy w orędziu telewizyjnym zapowiedział zwrócenie się do senatu USA o dodatkowe 3,25 mld dolarów na zwiększenie uzbrojenia konwencjonalnego oraz ogłosił plan potrojenia poboru do wojska. Jednocześnie, władze Niemiec Wschodnich w tajemnicy przygotowywały się do budowy muru, który miałby uniemożliwić dalszą ucieczkę obywateli do Berlina Zachodniego. Polecenie zamknięcia granicy podpisane zostało w sobotę 12 sierpnia. W odpowiedzi na próbę odcięcia aliantów od Berlina Zachodniego, Kennedy powołał 31 sierpnia 148 tys. rezerwistów do czynnej służby. Jesienią 1961 roku USA przegrupowały do Europy 8 związków taktycznych lotnictwa wojskowego (216 samolotów). Pomimo szeregu incydentów związanych z blokadą granicy Berlina Zachodniego, Amerykanie, obawiając się konfrontacji zbrojnej, nie zdecydowali się na zniszczenie muru i de facto zaakceptowali wymuszony przez stronę radziecką status quo.